# Saint-Thurin
Saint-Thurin korábbi község (település) Franciaországban, Loire megyében. 2019. január 1-jén Saint-Julien-la-Vêtre községgel egyesült és delegált községként Vêtre-sur-Anzon új község része lett.
Lakosainak száma 188 fő (2018. január 1.). Saint-Thurin Ailleux, Champoly, Saint-Didier-sur-Rochefort, Saint-Julien-la-Vêtre, Saint-Laurent-Rochefort és Saint-Martin-la-Sauveté községekkel határos.

## Népesség
A település népessége az elmúlt években az alábbi módon változott:
| Lakosok száma | 291  | 240  | 230  | 181  | 195  | 191  | 188  | 194  | 191  | 188  |
|               | 1968 | 1975 | 1982 | 1999 | 2006 | 2011 | 2013 | 2016 | 2017 | 2018 |